# (11794) Yokokebukawa
(11794) Yokokebukawa est un astéroïde de la ceinture principale.

## Description
(11794) Yokokebukawa est un astéroïde de la ceinture principale. Il fut découvert le 7 novembre 1978 à l'Observatoire Palomar par Eleanor Francis Helin et Schelte J. Bus. Il présente une orbite caractérisée par un demi-grand axe de 3,11 UA, une excentricité de 0,15 et une inclinaison de 2,6° par rapport à l'écliptique.